# Spark Arena
La Vector Arena è un impianto riservato ad eventi sportivi e d'intrattenimento vario situato in Auckland, la più grande città della Nuova Zelanda. Dopo diverse posticipazioni, il primo concerto tenuto nell'arena è avvenuto nel marzo 2007 da parte del gruppo statunitense Rock Star Supernova.